# Turbo imperialis
Turbo imperialis er en art indenfor havsneglene i den biologiske familien Turbinidae, turbansnegle.

## Eksterne links
- Wikimedia Commons har flere filer relateret til Turbo imperialis

| Biologi | Spire Denne artikel om biologi er en spire som bør udbygges. Du er velkommen til at hjælpe Wikipedia ved at udvide den. |